# The Devil Wears Prada (Band)
The Devil Wears Prada (abgekürzt auch TDWP) ist eine Metalcore-Band aus Dayton, Ohio (USA).

## Geschichte
Die Band wurde 2005 gegründet. Sie ist nach dem Buch Der Teufel trägt Prada von Lauren Weisberger benannt. Dies sei laut einem Interview mit Mike Hranica reiner Zufall gewesen. Im selben Jahr erschien die Debüt-EP Patterns of a Horizon im Eigenvertrieb. Am 22. August 2006 wurde das Debütalbum Dear Love: A Beautiful Discord via Rise Records veröffentlicht. Gastsänger auf diesem Album ist Cole Wallace von der US-amerikanischen, ebenfalls christlichen, Metalcore-Band Gwen Stacy. Das zweite Album Plagues, auf dem Chiodos-Sänger Craig Owens als Gastsänger auftritt, erschien am 21. August 2007 und erreichte Platz 57 in den US Billboard Albums Top 100. Das Video zu Hey John, What’s Your Name Again? lief erstmals am 3. November 2007 auf MTV2s Headbangers Ball in den USA. Am 22. Februar 2012 verließ Keyboarder James Baney die Band. Am 22. Mai 2025 kam Schlagzeuger Daniel Williams im Alter von 39 Jahren bei einem Flugzeugabsturz in San Diego ums Leben.

## Stil

### Musik
Der Stil der Band reicht von hohen Screams und tiefen Growls bis hin zu klarem, hohem Gesang. Besonders auffällig ist die Mischung von elektronischen Post-Hardcore/Hardcore-Elementen mit dem Typischen von Metalcore, wie dem Einsatz von Breakdowns oder Doublebass-Drum-Salven. Seit der Zombie EP hebt sich ihr Stil durch seltener werdende Clean-Gesänge und progressivere Elemente von den früheren Alben ab.
In einem früheren Interview mit dem Magazin East Coast Romper gab die Band Underoath und Still Remains als ihre musikalischen Einflüsse an.

### Texte
Lyrisch setzen sich The Devil Wears Prada häufig mit dem sozialen und ethischen Verständnis vieler heutiger Menschen auseinander. Zuweilen sind ihre Texte auch anti-idealistisch und anti-materialistisch. Obwohl die Band lange als christlich galt, gab Sipress 2021 auf Reddit zu, dass die meisten Mitglieder keine Christen seien. Im Gegensatz zu den tiefgründigen und ernsten Texten sind die Titel der meisten Lieder als Gag oder Wortspiel zu verstehen, die meist keinen Bezug auf den Text des Liedes haben. Seit der Zombie EP von 2010 tragen die Lieder jedoch normale Titel.

## Diskografie

### Alben
- 2006: Dear Love: A Beautiful Discord (Rise Records)
- 2007: Plagues (Rise Records)
- 2009: With Roots Above and Branches Below (Ferret Records)
- 2011: Dead Throne (Ferret Records)
- 2012: Dead & Alive (Ferret Records)
- 2013: 8:18 (Roadrunner Records)
- 2016: Transit Blues (Rise Records)
- 2019: The Act (Rise Records)
- 2022: Color Decay (Rise Records)

### EPs und Demos
- 2005: Patterns of a Horizon (Demo, Eigenvertrieb)
- 2010: Zombie (EP)
- 2015: South of the City
- 2015: Space (EP)
- 2021: ZII (EP)

### Musikvideos
- 2006: Dogs Can Grow Beards All Over
- 2007: HTML Rulez D00d
- 2007: Hey John, What’s Your Name Again?
- 2009: Danger: Wildman
- 2010: Assistant to the Regional Manager
- 2011: Born to Lose
- 2012: Dead Throne
- 2012: Vengeance
- 2012: Mammoth
- 2013: Martyrs
- 2013: First Sight
- 2014: Sailors Prayer
- 2014: War
- 2015: Planet A
- 2015: Alien
- 2016: Daughter
- 2016: To the Key of Evergreen
- 2017: Worldwide
- 2019: Chemical
- 2021: Forlorn
- 2021: Sacrifice
- 2022: Watchtower
- 2022: Salt
- 2025: For You

### Videoalben
- Plagues Bonus DVD, enthalten in der neueren Auflage von Plagues
- With Roots Above and Branches Below Bonus DVD, enthalten in der Special Edition von With Roots Above and Branches Below